# Ерсберг
Ерсберг (њем. Oersberg) општина је у њемачкој савезној држави Шлезвиг-Холштајн. Једно је од 134 општинска средишта округа Шлезвиг-Фленсбург. Према процјени из 2010. у општини је живјело 343 становника. Посједује регионалну шифру (AGS) 1059067.

## Географски и демографски подаци
Ерсберг се налази у савезној држави Шлезвиг-Холштајн у округу Шлезвиг-Фленсбург. Општина се налази на надморској висини од 34 метра. Површина општине износи 7,1 km². У самом мјесту је, према процјени из 2010. године, живјело 343 становника. Просјечна густина становништва износи 48 становника/km².